# Бранислав Димитријевић
Бранислав Димитријевић (Београд, 27. октобар 1908 — Београд, 5. јануар 1981) био је југословенски и српски фудбалер и адвокат.

## Биографија
Рођен је 27. октобра 1908. године у Београду. Фудбал је почео је игра 1923. у подмлатку БСК-а, а у мају 1926. прешао је у редове СК Југославије из Београда. Наступао је за Југославију у периоду од 1926. до 1938. године. Играо је као леви бек, наступао на 290 званичних утакмица (више су играли само Бранко Петровић - „Шуца“ 308 и Стеван Лубурић - „Чича“ 294 утакмице). Био је снажан и стасит одбрамбени играч са прецизним и одмереним ударцима, а са легендарним Милутином Ивковићем, био је најбољи бековски пар у историји београдских „црвених“ - СК Југославије.
На седам утакмица носио је дрес градске селекције Београда, а за репрезентацију Југославије играо је пет утакмица. Дебитовао је 8. априла 1928. у пријатељском сусрету против Турске у Загребу (резултат 2:1), док се од националног дреса опростио 10. септембра 1933. против Пољске у Варшави (резултат 3:4).
Као дипломирани правник бавио се адвокатуром у Београду, неколико година био је функционер у београдском Партизану.
Преминуо је 5. јануара 1981. у Београду.

## Наступи за репрезентацију Југославије
| #  | Датум               | Место   | Противник    | Резултат | Гол | Такмичење            |
| -- | ------------------- | ------- | ------------ | -------- | --- | -------------------- |
| 1. | 8. април 1928.      | Загреб  | Турска       | 2:1      | 0   | Пријатељска утакмица |
| 2. | 26. јануар 1930.    | Атина   | Грчка        | 2:1      | 0   | Балкански куп        |
| 3. | 30. јун 1932.       | Београд | Бугарска     | 2:3      | 0   | Балкански куп        |
| 4. | 9. октобар 1932.    | Праг    | Чехословачка | 1:2      | 0   | Пријатељска утакмица |
| 5. | 10. септембар 1933. | Варшава | Пољска       | 3:4      | 0   | Пријатељска утакмица |